# شکست در پلیمرها
شکست پلیمری مطالعه سطح شکست یک ماده از قبل شکست خورده برای تعیین روش تشکیل ترک و گسترش آن در پلیمرهای تقویت شده با الیاف و غیره است.  شکست در اجزای پلیمری می‌تواند در سطوح تنش نسبتاً کم، بسیار کمتر از استحکام کششی به دلیل چهار دلیل عمده رخ دهد: تنش طولانی مدت یا گسیختگی خزش، تنش‌های چرخه‌ای یا خستگی ، وجود نقص‌های ساختاری و عوامل تنش ایجاد کننده ترک. شکل‌گیری ترک‌های ریز میکروسکوپی در پلیمرها تحت بار با تکنیک‌های پراکندگی اشعه ایکس مورد مطالعه قرار گرفته و قوانین اصلی تشکیل ترک در شرایط بارگذاری مختلف مورد تجزیه و تحلیل قرار گرفته‌اند. استحکام پایین پلیمرها در مقایسه با مقادیر تئوری پیش بینی شده عمدتاً به دلیل بسیاری از عیوب میکروسکوپی موجود در مواد است. این عیوب یعنی نابجایی، مرزهای کریستالی ، بین لایه‌های بی‌شکل و ساختار بلوک همگی می‌توانند منجر به توزیع غیریکنواخت تنش مکانیکی شوند.
استرس طولانی مدت یا شکست خزش
با در نظر گرفتن مسیر ویسکوالاستیک در کرنش کوچک بر اساس فرآیندهای نرخ فعال شده حرارتی، هنگامی که کرنش به مقادیر بالاتری می رسد، به اندازه ای بالا که منجر به شکست می شود، شیب آن نسبت به زمان تغییر ناگهانی را نشان می دهد. در این زمان خاص، تابع خزش حداقل به نظر می رسد.  در بیشتر موارد DMTA (تجزیه و تحلیل حرارتی مکانیکی دینامیک) می تواند برای تعیین رفتار ویسکوالاستیک نمونه ها به عنوان تابعی از زمان استفاده شود. یک مورد کلاسیک زمانی است که شیلنگ لاستیکی به دلیل خزش پس از سالها سرویس  پاره می شود. DMTA می تواند برای حلقه های اورینگ و واشر برای اندازه گیری میزان خزش استفاده شود.
شکست خستگی
اصطلاح خستگی به تأثیر بارهای دوره ای یا متناوب اشاره دارد. بارگذاری چرخه ای به دلیل تنش مکانیکی نوسانی یا گرمایش و سرمایش متناوب مضرتر از بارگذاری استاتیک است. تحت بار چرخه‌ای، ترک‌ها در مکان‌های موضعی داخل قطعه ایجاد می‌شوند و اندازه آنها در طول چرخه گسترش می‌یابد. در نهایت آنها به حدی گسترش یافته و به هم می پیوندند که مواد دیگر نمی توانند استرس را نگه دارند و تحمل کنند. شکستگی ها را می توان با یک سری نوارهای رشد ترک متحدالمرکز که از محل شروع سطح رشد می کنند، مشخص کرد. بارگذاری چرخه ای می تواند باعث شکست پلیمر به دلیل: بریدگی زنجیره، گرمای ایجاد شده در اثر پسماند، تبلور مجدد مواد و ایجاد ترک تجمعی شود.
بریدگی زنجیری
بریدگی زنجیره در یک پلیمر در نتیجه گرمای موضعی شدید رخ می دهد. پیوند شیمیایی در ستون پلیمری ممکن است با تولید رادیکول های آزاد توسط گرما، تابش یونیزان، استرس مکانیکی و واکنش های شیمیایی شکسته شود. تعداد این بریدگی‌ها باعث می‌شود که نوک شکستگی اولیه به دنبال آن رشد کند.
گرمای ایجاد شده از هیسترزیس
پلیمرها ذاتا ویسکوالاستیک هستند و به دلیل ازدیاد طول و انقباض مداوم، حتی در کرنش‌های متوسط پسماند مکانیکی نشان می‌دهند. مقداری از این انرژی تغییر شکل غیرکشسان به صورت گرما در داخل پلیمر پخش می‌شود و در نتیجه دمای مواد به عنوان تابعی از فرکانس، دمای آزمایش، چرخه تنش و نوع پلیمر افزایش می‌یابد. با افزایش دمای داخل پلیمر، سختی و استحکام تسلیم کاهش می یابد و شکست حرارتی با افزایش بیش از حد سطوح تغییر شکل امکان پذیر می شود.
مکانیک شکست در پلیمرها
مکانیک شکست در پلیمرها به دلیل انتقال بسیاری از صنایع به پیاده سازی پلیمرها در بسیاری از کاربردهای ساختاری حیاتی، به یک زمینه نگران کننده تبدیل شده است. از آنجایی که صنایع به سمت اجرای مواد پلیمری روی می آورند، درک بیشتری از مکانیسم های شکست این پلیمرها مورد نیاز است. پلیمرها ممکن است رفتارهای ذاتی متفاوتی نسبت به فلزات در زمانی که ترک ها در معرض بارگذاری هستند از خود نشان دهند. این تا حد زیادی به خواص مکانیکی سخت و انعطاف پذیر آنها نسبت داده می شود. از نظر ریزساختاری، فلزات حاوی مرزهای دانه، صفحات کریستالوگرافی و نابجایی هستند در حالی که پلیمرها از زنجیره های مولکولی طولانی تشکیل شده اند. در همان مثالی که شکستگی در فلزات شامل شکستن پیوندها می شود، پیوندهای کووالانسی و واندروالس باید شکسته شوند تا شکستگی رخ دهد. این پیوندهای ثانویه (ون دروالز) نقش مهمی در تغییر شکل شکستگی در نوک ترک دارند. بسیاری از مواد، مانند فلزات، از مکانیک شکست الاستیک خطی برای پیش‌بینی رفتار در نوک ترک استفاده می‌کنند. برای برخی از مواد این همیشه راه مناسبی برای توصیف رفتار شکستگی نیست و یک مدل جایگزین استفاده می شود. مکانیک شکست الاستیک-پلاستیک به موادی مربوط می شود که رفتار مستقل و غیرخطی زمانی از خود نشان می دهند یا به عبارت دیگر تغییر شکل پلاستیکی دارند. محل شروع شکست در این مواد اغلب می تواند در ذرات گرد و غبار معدنی که در آن تنش از مقدار بحرانی فراتر می رود، رخ دهد.
تحت مکانیک شکست الاستیک خطی استاندارد، قانون گریفیث می تواند برای پیش بینی مقدار انرژی مورد نیاز با متعادل کردن مقدار کار برای ایجاد سطوح جدید با انرژی الاستیک ذخیره شده نمونه استفاده شود. معادله محبوب او در زیر مقدار لازم تنش شکست مورد نیاز را به عنوان تابعی از طول ترک ارائه می دهد. E مدول یانگ ماده، γ انرژی آزاد سطح در هر منطقه و a طول ترک است.
{\displaystyle \sigma ={\sqrt {\frac {2\gamma E}{\pi a}}}}
https://wikimedia.org/api/rest_v1/media/math/render/svg/b27eca0e95329137abc3b63a0da2522eadd02540
قانون گریفیث
در حالی که بسیاری از ایده‌های مدل‌های مکانیک شکست الاستیک خطی (LEFM) برای پلیمرها قابل اجرا هستند، ویژگی‌های خاصی وجود دارد که باید هنگام مدل‌سازی رفتار در نظر گرفته شوند. تغییر شکل پلاستیک اضافی در نوک ترک باید در نظر گرفته شود زیرا احتمال تسلیم شدن در پلاستیک ها بیشتر است.
مکانیسم های تسلیم

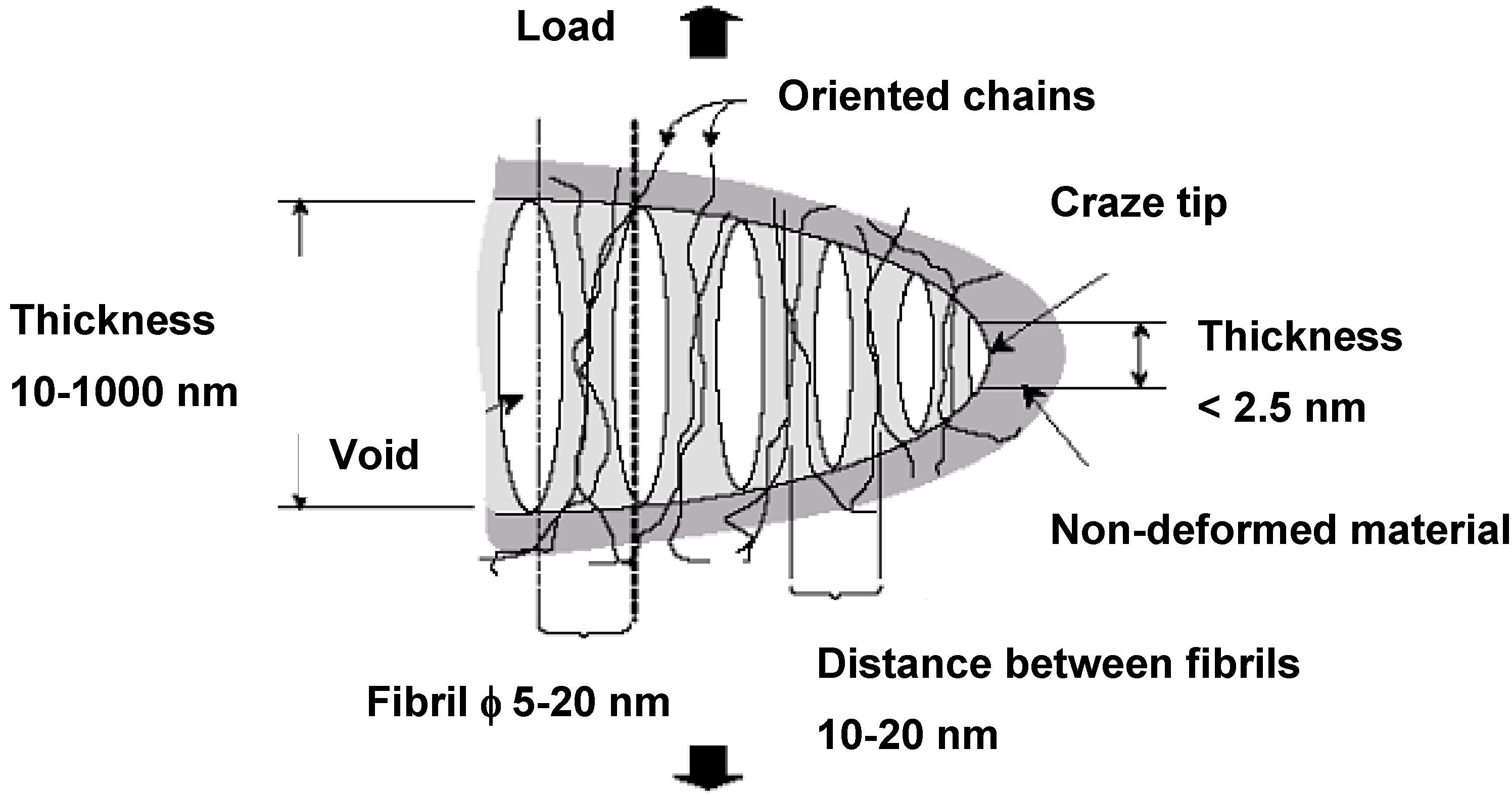
شکل 1 - منطقه کریز نوک ترک

همانطور که فلزات از طریق حرکات نابجایی در صفحات لغزش تسلیم می‌شوند، پلیمر از طریق تسلیم برشی یا ترک خوردگی تسلیم می‌شود. در تسلیم برشی، مولکول‌ها نسبت به یکدیگر حرکت می‌کنند، زیرا یک تنش برشی بحرانی به سیستم شبیه جریان پلاستیک در فلزات اعمال می‌شود. تسلیم شدن در پلیمرهای شیشه ای دیده می شود که در آن یک بار کششی به ناحیه ای بسیار موضعی اعمال می شود. غلظت بالای تنش منجر به تشکیل فیبریل‌هایی می‌شود که در آن زنجیره‌های مولکولی بخش‌هایی هم‌تراز را تشکیل می‌دهند. این همچنین حفره هایی ایجاد می کند که به عنوان کاویتاسیون شناخته می شوند و می توانند در سطح ماکروسکوپی به عنوان یک ناحیه سفید شده با تنش همانطور که در شکل 1 نشان داده شده است، مشاهده شوند. این حفره ها نواحی پلیمری هم تراز را احاطه کرده اند. تنش در فیبریل های هم تراز، اکثر تنش را تحمل می کند زیرا پیوندهای کووالانسی به طور قابل توجهی قوی تر از پیوندهای واندروالس هستند. رفتار پلاستیکی پلیمرها منجر به ایجاد ناحیه تغییر شکل پلاستیکی بیشتر در جلوی نوک ترک می شود که روند شکست را تغییر می دهد.
رفتار نوک ترک
همانطور که در فلزات، زمانی که تنش در نوک ترک به بی نهایت نزدیک می شود، یک ناحیه تسلیم در نوک ترک تشکیل می شود. به دلیل تنش های سه محوره بالا که در این ناحیه اعمال می شود، تسلیم کریز رایج ترین روش تسلیم در جلوی ترک تحت کشش است. مدل یانگ نوار داگدیل-بارنبلات برای پیش‌بینی طول ناحیه جنون استفاده می‌شود. KI نشان دهنده ضریب شدت تنش است، s تنش فرورفتگی اعمال شده به سیستم (عمود بر ترک در این شرایط) و r طول ناحیه فرورفتگی است.
{\displaystyle \rho =\pi /8(K_{I}/\sigma _{c})}
مدل یانگ نواری داگدیل-بارنبلات
معادله ضریب شدت تنش برای یک نمونه با یک ترک منفرد در معادله زیر آمده است که در آن Y یک پارامتر هندسی، s تنش اعمال شده و a طول ترک است. برای یک ترک لبه 'a' طول کل ترک است در حالی که ترک غیر لبه‌ای دارای طول ترک '2a' است.
{\displaystyle K=Y\sigma \surd (\pi *a)}
معادله شدت استرس
هنگامی که فیبرهای موجود در ترک شروع به پاره شدن می کنند، شکاف بسته به چقرمگی ماده، رشد پایدار، ناپایدار یا بحرانی را پیش می برد. برای تعیین دقیق پایداری رشد ترک نمودار منحنی R باید ساخته شود. نوک منحصر به فرد حالت شکستگی رشد ترک چسبنده/لغزشی نامیده می شود. این زمانی اتفاق می‌افتد که کل ناحیه ترک در جابجایی باز شدن نوک ترک (CTOD) ترک خورده و سپس یک نوک ترک جدید تشکیل شود.
فاکتور شدت استرس بحرانی
ضریب شدت تنش بحرانی (K IC ) را می توان به عنوان مقدار آستانه شدت تنش بر اساس خواص مواد تعریف کرد. بنابراین، تا زمانی که KI کمتر از K IC باشد، ترک منتشر نخواهد شد. از آنجایی که K IC ویژگی ماده است، می توان آن را از طریق آزمایش تجربی تعیین کرد.  ASTM D20 یک روش تست استاندارد برای تعیین تنش بحرانی پلاستیک ها ارائه می دهد. اگرچه K IC وابسته به مواد است، اما می تواند تابعی از ضخامت نیز باشد. در جایی که تنش صفحه در نمونه های با ضخامت کم غالب است، شدت تنش بحرانی را افزایش می دهد. همانطور که ضخامت شما افزایش می یابد، شدت تنش بحرانی کاهش می یابد و در نهایت مسطح می شود. این رفتار به دلیل انتقال تنش صفحه به شرایط کرنش ساده با افزایش ضخامت ایجاد می شود. مورفولوژی شکست نیز به شرایط موجود در نوک ترک بستگی دارد.
خستگی

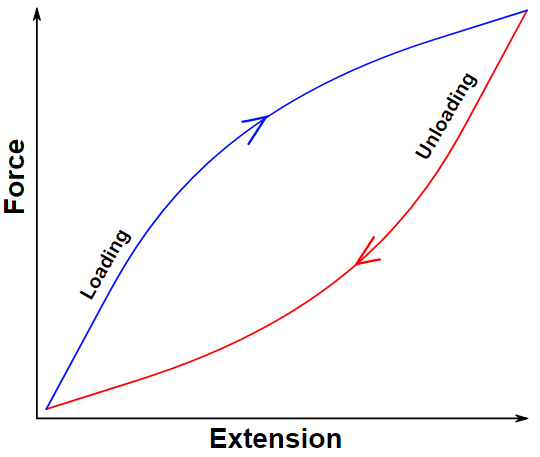
شکل 2 - منحنی فشار تنش هیسترزیس

با افزایش نیاز به پلیمرها برای اهداف مهندسی، رفتار خستگی پلیمرها بیشتر مورد توجه قرار گرفته است. عمر خستگی پلیمر تحت تأثیر عوامل متعددی از جمله دما، اکسیداسیون، کریستالیزاسیون و غیره قرار دارد.  بنابراین، نیاز به مطالعه و پیش‌بینی عملکرد مکانیکی پلیمرها در محیط‌های مختلف برای افراد حیاتی می‌شود.
روش‌های آزمایشی برای مطالعه خستگی پلیمر متفاوت است، از جمله آزمایش برشی خالص، آزمایش گسترش ساده، آزمایش ترک تک لبه و آزمایش پارگی،  که در میان آن‌ها پرکاربردترین هندسه‌ای که مردم استفاده می‌کنند، آزمایش تنش چرخه‌ای حالت I در هندسه خالص است.   این به دلیل این واقعیت است که پلیمرها دارای رفتار ویسکوالاستیک و رسانایی ضعیف گرما هستند و نسبت به فلز به شرایط بارگذاری چرخه ای خود حساس تر هستند. بر خلاف فلزات و مواد دیگر، پلیمر به صورت حلقوی سخت نمی شود. در عوض، پلیمرها در بیشتر مواقع نرم شدن چرخه ای را انجام می دهند و میزان آن معمولاً به شرایط بارگذاری مجموعه آزمایشی بستگی دارد. در یک مورد نادر، پلیمرها می‌توانند تحت تغییر شکل‌های کرنش کوچک به صورت چرخه‌ای پایدار بمانند، که طی آن پلیمر به‌طور خطی الاستیک باقی می‌ماند.  با این حال، هندسه حالت III نیز برای آزمایش بر روی دیسک های لاستیکی پیچ خورده برای درک بیشتر رفتارهای شکست آن اعمال شده است.   
در پلیمرهای تقویت شده، شروع ترک معمولاً در سطح مشترک فیبر پلیمری و ماتریس رخ می دهد. عملکرد خستگی در پلیمرها ناشی از بارگذاری چرخه‌ای معمولاً از دو مرحله عبور می‌کند: شروع ترک/هسته‌زایی و رشد ترک . از این رو، بسیاری از محققین برای بررسی رفتارهای خستگی پلیمرها با توجه به این دو فاز، به ویژه برای خستگی لاستیک، آزمایش‌هایی را طراحی کردند.
رویکرد هسته‌سازی ترک 
رویکرد هسته‌سازی ترک در نظر می‌گیرد که پلیمرها در نهایت تحت یک سابقه تنش و کرنش ترک خواهند خورد. مطالعه تحت این پیشنهاد برای اولین بار توسط آگوست وولر در دهه 1860 انجام شد،  که هدفش مطالعه محورهای راه آهن بود. دو پارامتر مهم در این گفتگو دخیل هستند: حداکثر کرنش اصلی و چگالی انرژی کرنش.  از آنجایی که تعیین کرنش به وسیله کنترل جابجایی ها در آزمایش های تجربی واقعی آسان تر است، تنظیم کرنش کنترل شده طبیعی است. مقادیر متناوب و حداکثر کرنش اصلی، عمر هسته‌زایی در پلیمر را تعیین می‌کند، اما هنوز هیچ نظریه‌ای برای توصیف کمی شرایط کرنش تا عمر خستگی در آزمایش‌های آزمایشگاهی وجود ندارد. چگالی انرژی کرنش به عنوان انرژی سرمایه گذاری شده در واحد حجم مواد پلیمری برای تغییر شکل تعریف می شود که به عنوان انرژی الاستیک در واحد حجم در جامد نیز شناخته می شود. در روش هسته‌زایی ترک، در ابتدا هیچ ترکی به نمونه وارد نمی‌شود و شروع ترک تحت بارگذاری مشاهده می‌شود.
رویکرد رشد ترک
برخلاف رویکرد شروع ترک، رویکرد رشد ترک، یک ترک از قبل موجود را به نمونه معرفی می‌کند و نرخ انتشار ترک را تحت بارگذاری‌های چرخه‌ای محاسبه می‌کند. به دلیل وجود ترک از قبل، انرژی الاستیک آزاد شده توسط شکست با انرژی سطح در سطوح ترک جدید مرتبط می‌شود،  و مشخص می‌شود که نرخ انتشار ترک را می‌توان با توجه به اینکه رابطه در کدام رژیم انتشار ترک قرار دارد با تابعی از نرخ آزاد شدن انرژی توصیف کرد.  چهار رژیم پیشنهاد شد: رژیم حالت پایدار، رژیم خطی، رژیم قدرت-قانون و رژیم چهارم که در آن ترک به طور فاجعه‌باری رشد می‌کند. در رژیم قانون قدرت، این رابطه مشابه قانون پاریس است که توسط پاریس و همکارانش در فلزات پیدا شد. 
گرمایش هیسترزیس و بریدگی زنجیره ای
خستگی در پلیمرها که با بارگذاری چرخه ای کنترل می شود، توسط دو مکانیسم کلی ایجاد می شود: گرمایش پسماند و بریدگی زنجیره. اگر پلیمر نسبتا شکننده باشد، رشد ترک خستگی را از طریق بریدگی زنجیره ای نشان می دهد. در این مکانیسم، تسلیم نوک ترک توسط خواص مواد شکننده محدود می‌شود و هر چرخه بارگذاری مقدار خاصی از پیوندها را می‌شکند و به قسمت جلوی ترک اجازه می‌دهد تا پیشروی کند. پلیمرهای با رفتار ویسکوالاستیک خستگی توسط مکانیسم گرمایش هیسترزیس. در این مکانیسم، در حین بارگیری و تخلیه، پلیمر منحنی تنش-کرنش به عنوان یک حلقه پسماند همانطور که در شکل 2 نشان داده شده است عمل می کند و همانطور که قبلاً بحث شد بر روی ماده ایجاد انرژی می کند. از آنجایی که انرژی به نوک ترک پراکنده می شود، این فرآیند با بارگذاری چرخه ای یک ماده الاستیک که در آن مسیرهای بارگیری و تخلیه یکسان است و انرژی کرنش قابل بازیافت است، متفاوت است. کار وارد شده به ماده (ناحیه حلقه هیسترزیس) به گرما تبدیل می شود که دمای ماده را افزایش می دهد، که ممکن است بالاتر از دمای انتقال شیشه ای باشد. این یک ذوب موضعی در نوک ترک ایجاد می کند و به ترک اجازه می دهد تا پیشروی کند. مقدار بزرگی که در آن جبهه ترک پیشروی می کند تا حد زیادی به مقدار / بزرگی چرخه ها، دمای انتقال شیشه ای ماده و هدایت حرارتی پلیمر بستگی دارد. پلیمری که رسانایی حرارتی بالایی دارد گرما را خیلی سریع از موادی با ضریب پایین دفع می کند.
یک منحنی SN نشان‌دهنده مقدار چرخه‌هایی است که همراه با دامنه تنش اعمال می‌شود و می‌تواند از رابطه گودمن مشتق شود.
{\displaystyle \sigma _{a}=\sigma _{f}(1-\sigma _{m}/\sigma _{t})}
(رابطه گودمن)
به این صورت که σ f تنش خستگی، σ m تنش متوسط، σ a تنش دامنه و σ t تنش کششی نمونه مورد آزمایش است. در کاربردهای خاصی از پلیمرها، مواد بارگذاری چرخه ای را در سطوح مختلف تنش تجربه می کنند. شکل 3 یک نمودار SN از چرخه های تجمعی را نشان می دهد که در دامنه های تنش مختلف اعمال می شوند. متغیر n تعداد چرخه های اعمال شده در سطح تنش تعیین شده را نشان می دهد و N عمر خستگی در همان سطح تنش است.
در بسیاری از مواقع، هنگام سرویس دهی مواد پلیمری حاوی ترک در معرض بارگذاری چرخه ای قرار می گیرند. این امر امید به زندگی نمونه را به شدت کاهش می دهد و باید مورد توجه قرار گیرد. در مواردی که پلیمرهایی مانند PVC از قوانین مکانیک شکست الاستیک خطی پیروی می‌کنند، ممکن است از قانون پاریس برای ارتباط نرخ انتشار ترک خستگی با شدت تنش اعمال‌شده استفاده شود. زیر یک شدت تنش معین، انتشار ترک به آرامی افزایش می‌یابد تا زمانی که از سطوح بالاتری از شدت تنش به انتشار ترک پایدار برسد. سطوح بالاتر شدت تنش منجر به نرخ ترک ناپایدار همانطور که در شکل 4 نشان داده شده است. این شکل نموداری از نرخ انتشار ترک در مقابل مثال حداکثر تنش است. رژیم رشد ترک پایدار نشان‌دهنده ناحیه خطی منحنی قرمز است که با استفاده از مدل قانون قدرت توصیف می‌شود که در آن 'A' یک عامل پیش‌نمایی است.
{\displaystyle da/dN=A(K)^{m}}
(معادله رژیم قانون قدرت)
تبلور مجدد
این فرآیند می تواند در نتیجه حرکت گسترده قطعات زنجیره مانند یا کار سختی مواد ایجاد شود.
خستگی در نایلون
هنگامی که یک جزء نایلونی تحت شرایط خستگی کششی قرار می گیرد، شکست زمانی رخ می دهد که به حداقل کرنش برسد. این به این معنی است که طول عمر مواد نایلون بر اساس زمان تحت بار تعیین می شود و نه بر اساس تعداد چرخه ها
خستگی پلاستیک های تقویت شده با الیاف کوتاه
شکست خستگی در این پلیمرهای تقویت‌شده به دلیل ایجاد ترک‌های ریز است که به راحتی شروع می‌شوند و در یک ترک ادغام شده و باعث شکست نهایی می‌شوند 
شکستگی ضربه ای
یک پلیمر خوب به طور کلی به پلیمری گفته می‌شود که بتواند مقدار زیادی انرژی را قبل از شکست جذب کند. پلی کربنات ها یکی از بالاترین مقادیر مقاومت را در برابر ضربه دارند. با این حال، پلیمرهای آمورف تحت ضربه رفتار شکننده ای از خود نشان می دهند، به خصوص اگر جزء بریدگی باشند یا نسبت به شعاع گوشه بیش از حد ضخیم باشند. وقوع شکست ترد را می توان با افزایش وزن مولکولی، گنجاندن فاز لاستیک، القای جهت گیری در پلیمر و کاهش عیوب داخلی و آلاینده ها کاهش داد.
اندازه گیری قدرت ضربه
تست های معمولی Izod برای اندازه گیری انرژی مورد نیاز برای شکستن یک نمونه بریده شده استفاده می شود. با این حال، این به عنوان یک آزمون رضایت بخش در نظر گرفته نمی شود. محدودیت اصلی این است که اکثر پلیمرها به صورت بریدگی حساس هستند و به راحتی تحت آزمایش izod شکست می خورند.
مخلوط ها
مواد مخلوط شده می توانند چقرمگی شکست افزایش یافته با سفتی و استحکام متعادل داشته باشند. معمولاً اینها از کوپلیمریزاسیون یا اصلاح با یک الاستومر مناسب تشکیل می شوند. با این حال، خواص مکانیکی مخلوط ها، به ویژه مدول، از «قاعده مخلوط» مدل Voigt پیروی می کند و مورفولوژی ها پراکندگی درشت را نشان می دهند. 
منابع
1. ↑  John Scheirs, “john wiley and sons”, 30-oct-2000 “[Compositional and Failure Analysis of Polymers: A Practical Approach]”
2. ↑  G. Spathis, E. Kontou, “Creep failure time prediction of polymers and polymer composites”
3. ↑  Robert Oboigbaotor Ebewele,"CRC Press,2000" "polymer science and technology"
4. ↑  Hawinkels, R.J.H. (August 30, 2011). "Fatigue Crack Propagation in Polycarbonate". Einfhoven.
5. ↑  Mars, W. V.; Fatemi, A. (July 2004). "Factors that Affect the Fatigue Life of Rubber: A Literature Survey". Rubber Chemistry and Technology. 77 (3): 391–412. doi:10.5254/1.3547831. ISSN 0035-9475.
6. ↑  Aliha, M.R.M.; Bahmani, A.; Akhondi, Sh. (July 2016). "A novel test specimen for investigating the mixed mode I+III fracture toughness of hot mix asphalt composites – Experimental and theoretical study". International Journal of Solids and Structures. 90: 167–177. doi:10.1016/j.ijsolstr.2016.03.018. ISSN 0020-7683.
7. ↑  Mzabi, Samy; Berghezan, Daniel; Roux, Stéphane; Hild, Francois; Creton, Costantino (2011-09-07). "A critical local energy release rate criterion for fatigue fracture of elastomers" (PDF). Journal of Polymer Science Part B: Polymer Physics. 49 (21): 1518–1524. doi:10.1002/polb.22338. ISSN 0887-6266.
8. ↑  MARS, W; FATEMI, A (September 2002). "A literature survey on fatigue analysis approaches for rubber". International Journal of Fatigue. 24 (9): 949–961. doi:10.1016/s0142-1123(02)00008-7. ISSN 0142-1123.
9. ↑   {{cite book}}: Empty citation (help)
10. ↑  Aboutorabi, H.; Ebbott, T.; Gent, A. N.; Yeoh, O. H. (March 1998). "Crack Growth in Twisted Rubber Disks. Part I: Fracture Energy Calculations". Rubber Chemistry and Technology. 71 (1): 76–83. doi:10.5254/1.3538474. ISSN 0035-9475.
11. ↑  De, D. K.; Gent, A. N. (March 1998). "Crack Growth in Twisted Rubber Disks. Part II: Experimental Results". Rubber Chemistry and Technology. 71 (1): 84–94. doi:10.5254/1.3538475. ISSN 0035-9475.
12. ↑  Gent, A. N.; Yeoh, O. H. (November 2003). "Crack Growth in Twisted Rubber Disks. Part 3. Effects of Crack Depth and Location". Rubber Chemistry and Technology. 76 (5): 1276–1289. doi:10.5254/1.3547802. ISSN 0035-9475.
13. ↑  Verron, E; Huneau, B; Beurrot, S (September 2009), "In-situ SEM study of fatigue crack growth mechanism in carbon black-filled natural rubber" (PDF), Constitutive Models for Rubber VI, CRC Press: 319–324, doi:10.1201/noe0415563277.ch52, ISBN 9780415563277
14. ↑  Wöhler, A (1867). "Wöhler's experiments on the strength of metals". Engineering. 4: 160–161.
15. ↑  MARS, W; FATEMI, A (September 2002). "A literature survey on fatigue analysis approaches for rubber". International Journal of Fatigue. 24 (9): 949–961. doi:10.1016/s0142-1123(02)00008-7. ISSN 0142-1123.
16. ↑  MARS, W; FATEMI, A (September 2002). "A literature survey on fatigue analysis approaches for rubber". International Journal of Fatigue. 24 (9): 949–961. doi:10.1016/s0142-1123(02)00008-7. ISSN 0142-1123.
17. ↑  Mzabi, Samy; Berghezan, Daniel; Roux, Stéphane; Hild, Francois; Creton, Costantino (2011-09-07). "A critical local energy release rate criterion for fatigue fracture of elastomers" (PDF). Journal of Polymer Science Part B: Polymer Physics. 49 (21): 1518–1524. doi:10.1002/polb.22338. ISSN 0887-6266.
18. ↑  Paris, P.; Erdogan, F. (1963). "A Critical Analysis of Crack Propagation Laws". Journal of Basic Engineering. 85 (4): 528. doi:10.1115/1.3656900. ISSN 0021-9223.
19. ↑  Mandell and Lang
20. ↑  Wolfgang Grellmann, Sabine Seidler, “Springer 2001” “Deformation and Fracture Behaviour of Polymers”